# Count Ossie
Count Ossie, nacido Oswald Williams, (1926, St. Thomas, Jamaica
- 18 de octubre de 1976) fue un Rastafari baterista de Jamaica y líder de la banda.

## Biografía
Ossie creció en una comunidad rasta donde aprendió las técnicas del canto vocal. En la década de 1950 creó una comunidad rastafari en Rockfort en el lado este de Kingston, donde muchos de los músicos de Kingston han aprendido sobre el movimiento Rastafari. En la década de 1950, él (con otros percusionistas) formaron el Grupo de Count Ossie. Sus primeras grabaciones de sonido se hicieron tras reunirse con Prince Buster. Uno de ellos fue una canción de los Hermanos Folkes, "Oh Carolina", considerado por algunos historiadores de la música ska como la primera producción de ska. Durante este período de Count Ossie también grabó para Harry Mudie.
Formó un grupo llamado "Mystic Revelation of Rastafari" y durante su vida publicó dos álbumes que grabó con ellos. Su obra maestra fue la Grounation set de tres LP (1973), que incluye canciones como "Oh Carolina", "So Long", y "Grounation" (el título de este último con más de 30 minutos de tiempo de funcionamiento).
Dos años más tarde Tales Of Mozambique (Dynamic 1975) se publicó, continuando el legado del primer álbum. Count Ossie murió en 1976, a los  50 años de edad por un accidente automovilístico, después de un espectáculo en el National Arena de Kingston.

## Discografía
- Grounation (1973), Ashanti
- Tales Of Mozambique (1975)
- Man From Higher Heights (1983)
- Remembering Count Ossie: A Rasta Reggae Legend (1996)